# Subsurface Autonomous Naviator Delivery
Le projet Subsurface Autonomous Naviator Delivery (acronyme SAND) est un véhicule sous-marin sans pilote (UUV) en cours de développement aux États-Unis par l'entreprise SubUAS pour l’US Navy. Ce drone sous-marin a pour mission de transporter et déployer un autre drone, le Naviator, un drone amphibie, capable de voler dans l’air mais aussi de naviguer sous l’eau.

## Conception
À l’origine du projet SAND se trouve le drone Naviator, qui a été conçu à l’origine au début des années 2010 à l’initiative d’une équipe de chercheurs de l'université Rutgers dans le New Jersey,, sous la direction du professeur agrégé F. Javier Diez,. Le développement du Naviator a bénéficié d’un financement militaire américain par le biais du programme Small Business Innovation Research (SBIR),, qui implique une coopération entre l’armée et les petites et moyennes entreprises des industries civiles. Le Naviator présente la caractéristique unique de pouvoir évoluer dans deux environnements, il peut à la fois naviguer sous l’eau et voler dans les airs,,.
En 2016, le projet a été repris par une société spécialement créée dans le but de poursuivre son développement : SubUAS,, LLC, basé à Bridgewater (New Jersey). À ce stade, le projet a attiré l’attention de l’Office of Naval Research, le bureau de recherche navale du Département de la Marine des États-Unis,, qui a fourni l’assistance nécessaire. L’Office of Naval Research a pris des mesures pionnières pour faire progresser la capacité de la marine américaine en matière de guerre subaquatique et de surveillance stratégique.
En théorie, le Naviator peut opérer à partir de n’importe quelle plate-forme le transportant. Les véhicules avec l’équipement nécessaire, les bateaux et les navires, etc., peuvent le transporter et piloter ses vols (ou sa navigation). Mais l'Office of Naval Research, a annoncé le 13 novembre 2023 qu’il avait attribué le 8 novembre à SubUAS un contrat de près de 3,7 millions de dollars,,,, (très exactement 3 687 852 $),, soit 3,4 millions d'euros afin de « développer et démontrer les capacités de lancement et de récupération du drone Naviator sans intervention humaine depuis et vers un véhicule sous-marin sans pilote (UUV) ». Ce véhicule est appelé Subsurface Autonomous Naviator Delivery (SAND),,,,,.
En effet, le lancement et la récupération des drones amphibies sont les phases les plus critiques de la mission. Pour l’US Navy, la possibilité d’employer des Naviators en essaims et de les déployer discrètement à l’aide de véhicules sous-marins sans équipage (UUV), qui pourraient eux-mêmes être lancés via des sous-marins avec équipage, ouvre des possibilités nouvelles et offre une flexibilité opérationnelle inédite. Par exemple, un essaim de Naviators pourrait ratisser une zone plus large autour de l’UUV à la recherche de menaces, et le faire relativement rapidement. La capacité de l’UUV à lancer et à récupérer les drones aériens sans avoir besoin d’une intervention humaine augmente la capacité du tandem à opérer de manière autonome en avant des forces amies. Cela permet aussi de contourner le problème de l’autonomie limitée du Naviator, grâce à la capacité de l’UUV à se glisser en plongée dans des zones interdites ou sensibles avant de lancer le drone pour effectuer la mission qui lui est assignée, au plus près de sa cible, bien plus près que ce que toute autre plate-forme de lancement pourrait autoriser. Un tel tandem sous-marin pourra être utilisé à l’avenir dans divers domaines, mais tout d’abord la reconnaissance. L’UUV sera capable de pénétrer secrètement dans les lignes ennemies et de lancer le drone amphibie, qui pourra s’élever au-dessus de l’eau et aller effectuer une surveillance, collecter des renseignements, etc. Les capacités du Naviator à fonctionner en totale autonomie sont également essentielles pour ne pas être détecté et ne pas avoir besoin de communiquer avec sa plate-forme de lancement pendant son vol. Bien qu’il soit possible pour cette plate-forme de lancement de déployer un mât ou une bouée de communication et de se connecter au drone, cela augmentera considérablement le risque de détection pour l’UUV. Mais en envoyant le Naviator et en le récupérant après sa mission, puis en téléchargeant les renseignements recueillis, les deux drones peuvent rester silencieux tout au long de la mission, ne communiquant que pendant les opérations de récupération.
L’Office of Naval Research maintient son intérêt pour le système d'armes combiné formé par les deux drones et prévoit de lui donner de nouvelles capacités. Le développement du système d’armes sous la forme d’un navire porteur et d’un drone amphibie sera réalisé par SubUAS avec l’aide du département de recherche navale. Les aspects techniques du projet SAND sont encore inconnus. Le client et l’entrepreneur n’indiquent pas quelle version du Naviator subira les prochains tests, ni avec quel transporteur sous-marin il sera utilisé. On ne sait pas quels UUV la marine pourrait utiliser comme futurs vaisseaux-mères pour les drones Naviator, car le transporteur ne fait pas l’objet du contrat. Un candidat possible serait le sous-marin sans pilote Orca, construit par Boeing pour l’US Navy dans le cadre du programme XLUUV (Extra Large Unmanned Underwater Vehicle),. Tout d’abord, il faudra résoudre les problèmes de base d’une plate-forme de lancement sous-marine, en tenant compte de ses spécificités. Il est nécessaire de créer une sorte de soute pour la charge utile (drones Naviator) avec la possibilité de lancer et de récupérer les drones en navigation sous-marine comme en surface, et de munir cette soute d’équipements pour recharger leurs batteries, entre autres adaptations.